# Prins av Asturien

Prinsessan av Asturiens vapensköld med kedjan för Gyllene skinnets orden.

Prins av Asturien (spanska: Príncipe de Asturias, asturiska Príncipe d'Asturies) är sedan 1388 en titel som bärs av Spaniens tronföljare.
Nuvarande innehavare av titeln är Leonor av Spanien, prinsessa av Asturien (spanska: Princesa de Asturias, asturiska Princesa d'Asturies), äldsta dottern till kung Felipe VI.

## Bakgrund
Asturien är en provins i Spanien och nominellt furstendöme (spanska: Principado de Asturias, asturiska Principáu d'Asturies). Titelns användning härstammar från Kungariket Kastilien och övertogs av Spanien när Kastilien förenades med Kungariket León och bildade detta rike. Titeln användes historiskt även för att peka ut förste mannen i successionsordningen som inte var tronföljare, som äldste bror till en kung utan söner (jämför arvfurste) men används även av kvinnliga tronföljare.

## Lista över prinsar och prinsessor av Asturien
Listan inkluderar inte gemåler
| Nr | Porträtt | Innehavare                        | Från | Till      | Öde                                                 |
| -- | -------- | --------------------------------- | ---- | --------- | --------------------------------------------------- |
|    |          | Enrique                           | 1388 | 1390      | blev Henrik III av Kasilien                         |
|    |          | Juan                              | 1405 | 1406      | blev Johan II av Kasilien                           |
|    |          | Enrique                           | 1425 | 1454      | blev Henrik IV av Kastilien                         |
|    |          | Juana La Beltraneja               | 1462 | 1464      |                                                     |
|    |          | Alfonso                           | 1464 | 1468      | dog                                                 |
|    |          | Isabella                          | 1468 | 1474      | blev Isabella I av Kastilien                        |
|    |          | Juan                              | 1480 | 1497      | dog                                                 |
|    |          | Isabel                            | 1497 | 1498      | dog                                                 |
|    |          | Miguel da Paz                     | 1498 | 1500      | dog                                                 |
|    |          | Juana                             | 1502 | 1504      | blev drottning Johanna den vansinniga               |
|    |          | Karl                              | 1504 | 1516      | blev Karl I av Spanien (mer känd som kejsar Karl V) |
|    |          | Felipe                            | 1527 | 1556      | blev Filip II av Spanien                            |
|    |          | Carlos                            | 1545 | 1568      | dog                                                 |
|    |          | Fernando                          | 1571 | 1578      | dog                                                 |
|    |          | Diego                             | 1578 | 1582      | dog                                                 |
|    |          | Felipe                            | 1582 | 1598      | blev Filip III av Spanien                           |
|    |          | Felipe                            | 1605 | 1621      | blev Filip IV av Spanien                            |
|    |          | Baltasar Carlos                   | 1629 | 1646      | dog                                                 |
|    |          | Felipe Prospero                   | 1657 | 1661      | dog                                                 |
|    |          | Carlos                            | 1661 | 1665      | blev Karl II av Spanien                             |
|    |          | Josef Ferdinand                   | 1698 | 1699      | dog                                                 |
|    |          | Felipe                            | 1699 | 1700      | blev Filip V av Spanien                             |
|    |          | Luis                              | 1707 | 1724      | blev Ludvig av Spanien                              |
|    |          | Ferdinand                         | 1724 | 1746      | blev Ferdinand VI av Spanien                        |
|    |          | Carlos                            | 1746 | 1759      | blev Karl III av Spanien                            |
|    |          | Carlos                            | 1759 | 1788      | blev Karl IV av Spanien                             |
|    |          | Ferdinand                         | 1788 | 1808      | blev Ferdinand VII av Spanien                       |
|    |          | Carlos                            | 1808 | 1830      | ersattes av nästa (se Carlism)                      |
|    |          | Isabella                          | 1830 | 1833      | blev Isabella II av Spanien                         |
|    |          | Isabel                            | 1851 | 1857      | första gången ersatt vid nästas födsel              |
|    |          | Alfonso                           | 1857 | 1868      | blev Alfons XII av Spanien                          |
|    |          | Isabel                            | 1875 | 1880      | andra gången ersatt vid nästas födsel               |
|    |          | Maria de las Mercedes (1880-1904) | 1880 | 1904      | dog                                                 |
|    |          | Alfonso (1907-1938)               | 1907 | 1931/1938 | avsade sig rätten till tronen/dog                   |
|    |          | Felipe (1968–)                    | 1977 | 2014      | blev Felipe VI av Spanien                           |
|    |          | Leonor (2005–)                    | 2014 |           | Innehar titeln                                      |